# إليزابيث غرانت
إليزابيث غرانت (بالإنجليزية: Elizabeth Grant) هي مهندسة معمارية أسترالية، ولدت في 1963 في مونت غامبير في أستراليا.